# Tomosvaryella forter
Tomosvaryella forter är en tvåvingeart som beskrevs av Yang och Xu 1998. Tomosvaryella forter ingår i släktet Tomosvaryella och familjen ögonflugor. Inga underarter finns listade i Catalogue of Life.